# Bintou Malloum
Bintou Malloum, née le 31 mars 1946 à Torror dans la province du Salamat au Tchad et morte le 10 mars 2020 à N'Djamena (Tchad), est une femme politique tchadienne et ambassadrice du Tchad au Congo Brazzaville, en Allemagne et en Italie.

## Biographie
Entre 1993 et 2003, Bintou Malloum est secrétaire d’État à la Fonction publique et au Travail, puis trois fois ministre des Affaires sociales et de la Famille.
En 1997, Bintou Malloum est la première élève de l'École nationale d’administration et de la magistrature du Tchad et la première femme à occuper le poste d’ambassadrice,.
En février 2012, Bintou Malloum est la représentante du Rotary Club au Tchad.

## Ouvrage
- Le destin d’une pionnière, 2017
Commentaires dans la presse à la sortie de cet ouvrage : « C’est la touche féerique d’une femme battante que malgré les étapes difficiles de sa vie a toujours voulu que son pays soit au rang de l’excellence sur toute la ligne »[6].